# 36-й окремий стрілецький батальйон (Україна)
36-й окремий стрілецький батальйон (36 ОСБ, в/ч А4058) – військове формування у складі 61 ОМБр Сухопутних військ Збройних сил України, створене 5 квітня 2022 року у Хмельницькій області.